# Szczytno (Płock)
Pour les articles homonymes, voir Szczytno (homonymie).
Szczytno (prononciation : [ˈʂt͡ʂɨtnɔ]) est un village polonais de la gmina de Radzanowo dans le powiat de Płock de la voïvodie de Mazovie dans le centre-est de la Pologne.
Il se situe à environ 5 kilomètres au sud-ouest de Radzanowo (siège de la gmina), 12 kilomètres à l'est de Płock (siège du powiat) et à 86 kilomètres au nord-ouest de Varsovie (capitale de la Pologne).
Le village compte approximativement une population de 247 habitants en 2008.

## Histoire
De 1975 à 1998, le village appartenait administrativement à la voïvodie de Płock.